# Сливак
Слива́к (болг. Сливак) — село в Шуменській області Болгарії. Входить до складу общини Хитрино.

## Населення
За даними перепису населення 2011 року у селі проживали 167 осіб.
Національний склад населення села:
| Національність   | Кількість осіб | Відсоток |
| ---------------- | -------------- | -------- |
| турки            | 116            | 73,0%    |
| болгари          | 37             | 23,3%    |
| Всього відповіли | 159            |          |

Розподіл населення за віком у 2011 році:
Динаміка населення: